# Arzu
Arturo García Muñoz, conosciuto come Arzu (Dos Hermanas, 17 marzo 1981), è un ex calciatore spagnolo, di ruolo difensore o centrocampista.

## Carriera
Prodotto del vivaio del Betis, esordì nella stagione 2000-2001, giocando 16 partite (con 2 gol) in Segunda División. Il Betis quell'anno fu promosso, ma lui restò nella seconda serie poiché venne prestato al Córdoba.
Nella sua prima stagione in Primera División collezionò 35 partite e 4 reti.
Nella stagione 2005-2006 ha collezionato 8 presenze nelle Coppe Europee, distribuite equamente tra UEFA Champions League e Coppa UEFA. L'11 giugno 2005 ha vinto la Coppa del Re in finale contro l'Osasuna (2-1).
Dopo aver disputato diverse stagioni nel campionato iberico di massima serie, e dopo una breve parentesi nel Gimnàstic de Tarragona, si è trasferito in Thailandia, firmando un contratto con il BEC Tero Sasana Football Club, una società calcistica con sede a Bangkok.

## Palmarès

### Club

#### Competizioni nazionali
- Coppa di Spagna: 1

Real Betis: 2004-2005